# Batalion Szturmowy 16 DP „Grudziądz”
Batalion Szturmowy 16 DP „Grudziądz”(batalion piechoty „Grudziądz”) – improwizowany pododdział piechoty Wojska Polskiego II RP.
Batalion zorganizowany został 27 sierpnia 1939 roku, w garnizonie Grudziądz z dwóch kompanii strzeleckich pochodzących z nadwyżek 64 i 65 pp oraz z dwóch zmobilizowanych kompanii dyspozycyjnych dowódcy 16 DP .

## Organizacja i formowanie
Batalion został utworzony z nadwyżek, pozostałych po zmobilizowaniu 64 pułku piechoty i 65 pułku piechoty, oraz zmobilizowanych pododdziałów dywizyjnych 16 Dywizji Piechoty w garnizonie Grudziądz. Improwizowany z brakami w uzbrojeniu i wyposażeniu. Kompanie sformowane z nadwyżek posiadały broń strzelecką starych wzorów, nie posiadały rkm, granatników, hełmów, łopatek piechoty, masek pgaz., amunicji. Wyposażenie w oporządzenie niekompletne braki ładownic, plecaków, mundury nieodpowiednie. Kompanie dyspozycyjne 16 DP (kompania asystencyjna nr 183 i samodzielna kompania karabinów maszynowych i broni towarzyszącej nr 83) wyposażone kompletnie zgodnie z należnościami mobilizacyjnymi. Formowany w okresie od 27 do 28 sierpnia 1939. Wymaszerował z Grudziądza 28 sierpnia 1939. Wszedł w skład Oddziału Wydzielonego „Jabłonowo”, jako I batalion 208 pp. Batalion po przybyciu do Świecia nad Osą, zajął pozycje obronną na lewym skrzydle I batalionu 14 pułku piechoty, w luce pomiędzy oddziałami 16 DP, a OW „Jabłonowo”.     

## Batalion „Grudziądz” w kampanii wrześniowej
W kampanii wrześniowej 1939 roku walczył w składzie 208 pułku piechoty, który stanowił trzon Oddziału Wydzielonego „Jabłonowo” Armii „Pomorze”. Batalion 1 września był zgrupowany częściowo w odwodzie dowódcy 208 pp, częściowo natomiast osłaniał lewe skrzydło OW „Jabłonowo”. 1 września w batalionie „Grudziądz” wystąpiły objawy rozprężenia, świadczące o niskim stanie moralno-bojowym. Powodem tego mogło być złe dowodzenie, słabe uzbrojenie i wyposażenie oddziału. Brakowało bagnetów, łopatek piechoty, masek gazowych, ładownic itp. wyposażenia. W nocy 1/2 września do batalionu przywieziono kilkanaście pistoletów i kilka lkm  produkcji niemieckiej w złym stanie technicznym, bez amunicji. 2 września batalion znajdował się pod ostrzałem niemieckiej artylerii, od ostrzału zostało rannych kilku żołnierzy. O godz. 16.00 na pozycje batalionu uderzyły trzy niemieckie czołgi z niewielką grupą piechoty, batalion wycofał się z linii Świecie n/Osą- Rychnowo, ze stratą 6 żołnierzy rannych, wysadzając most w Świeciu/n Osą. Dalsze niemieckie natarcie zostało powstrzymane przez odwodową kompanię I/14 pułku piechoty. Uaktywniła się niemiecka dywersja. 2/3 września do świtu batalion zluzował w składzie 208 pp, I batalion 14 pułku piechoty na zachodnim odcinku obrony i zajął jego stanowiska. 3 września od godz. 15.00 kompanie batalionu przy wsparciu 4 baterii 4 pułku artylerii lekkiej broniły mostu nad rzeką Osą uniemożliwiając sforsowanie rzeki przez pododdziały z niemieckiej 228 DP. W późnych godzinach wieczornych batalion wraz z całym 208 pp wycofał się w rejon Osieczek, Brudzawy. Następnie dalszymi marszami nocnymi batalion przez Kikół i Szpetal Górny dotarł do Włocławka rano 7 września. Po przejściu przez most na Wiśle we Włocławku dotarł do rejonu Kruszyna, gdzie 8 września wraz z improwizowanym IV batalionem 67 pp został rozformowany batalion szturmowy 16 DP „Grudziądz”. Większość żołnierzy przekazano na uzupełnienie piechoty 64 i 65 pp 16 Dywizji Piechoty i niewielka część dla batalionu ON „Jabłonowo” i batalionu ON „Brodnica”.   

## Obsada personalna
Według Grzegorza Ratajczyka
- dowódca batalionu - kpt. rez. Józef Krakowski
- dowódca 1 kompanii - por. Stefan Woldan
- dowódca 2 kompanii -
- dowódca 3 kompanii - kpt. Tarnawski
- dowódca samodz. komp. km i br. tow. nr 83 – por. piech. Albin Jan Witkowski[c] †18 IX 1939 Puszcza Kampinoska[12]

według innych źródeł
- dowódca batalionu - kpt. Wilhelm Alfred Tarnawski
- dowódca 1 kompanii strzeleckiej - por. rez. Roman Gliszczyński
- dowódca 2 kompanii strzeleckiej (komp. nadwyżek 65 pp) - por. Stefan Andrzej Woldan
- dowódca 3 kompanii strzeleckiej - por. rez. Eugeniusz Kościałkowski
- dowódca kompanii ckm - ppor. Leon Chwaliński